# Makomol
Makomol est un village du Cameroun, situé dans la région du Centre et le département du Nyong-et-Kéllé. Il est rattaché à la commune d'Éséka. 

## Géographie
La localité est arrosée par le Nyong.

## Population
En 1963-1964, la population de Makomol était de 91 habitants, principalement des Bassa. 
Lors du recensement de 2005, on y a dénombré 20 personnes.   

## Personnalités liées à Makomol
- Mgr Simon-Victor Tonyé Bakot, archevêque de Yaoundé, né à Makomol en 1947[4].